# Woodward (Oklahoma)
Woodward é uma cidade localizada no estado norte-americano de Oklahoma, no Condado de Woodward.

## Demografia
Segundo o censo norte-americano de 2000, a sua população era de 11.853 habitantes.
Em 2006, foi estimada uma população de 12.033, um aumento de 180 (1.5%).

## Geografia
De acordo com o United States Census Bureau tem uma área de
34,2 km², dos quais 34,0 km² cobertos por terra e 0,2 km² cobertos por água. Woodward localiza-se a aproximadamente 611 m acima do nível do mar.

## Localidades na vizinhança
O diagrama seguinte representa as localidades num raio de 32 km ao redor de Woodward.